# Sihlangu
Sihlangu ist ein Ort in der südafrikanischen Provinz Mpumalanga. Er gehört zur Lokalgemeinde Nkomazi im Distrikt Ehlanzeni. Sihlangu liegt auf einer Höhe von 230 Metern über dem Meeresspiegel.